# Grzegorz Łazarek
Grzegorz Stanisław Łazarek (ur. 8 grudnia 1964 w Łodzi, zm. 14 stycznia 2018 w Warszawie) – polski piłkarz, występujący na pozycji pomocnika. Syn Wojciecha Łazarka.

## Życiorys
Absolwent Zespołu Szkół Gastronomicznych im. Karola Libelta w Poznaniu. W 1974 roku został zawodnikiem Lechii Gdańsk. W 1981 roku przeszedł do Lecha Poznań. W I lidze zadebiutował w barwach Lecha w 1983 roku. Z Lechem dwukrotnie zdobył mistrzostwo Polski (1983, 1984), a raz Puchar Polski (1984). W 1985 roku wrócił do Lechii, w barwach której rozegrał 48 meczów w I lidze. W 1988 roku został zawodnikiem Gwardii Warszawa. W styczniu 1991 roku odszedł na wolny transfer, po czym zakończył karierę.
Zmarł 14 stycznia 2018 roku. Został pochowany 18 stycznia 2018 na cmentarzu św. Rocha na Radogoszczu w Łodzi.

## Statystyki ligowe
| Sezon         | Klub             | Liga    | Mecze | Gole |
| ------------- | ---------------- | ------- | ----- | ---- |
| 1982/1983     | Lech Poznań      | I liga  | 1     | 0    |
| 1983/1984     | Lech Poznań      | I liga  | 1     | 0    |
| 1984/1985     | Lech Poznań      | I liga  | 11    | 0    |
| 1985/1986     | Lechia Gdańsk    | I liga  | 18    | 1    |
| 1986/1987     | Lechia Gdańsk    | I liga  | 21    | 0    |
| 1987/1988     | Lechia Gdańsk    | I liga  | 9     | 0    |
| 1988/1989     | Gwardia Warszawa | II liga | 9     | 0    |
| 1989/1990     | Gwardia Warszawa | II liga | 0     | 0    |
| 1990/1991 (j) | Gwardia Warszawa | II liga | 7     | 0    |